# Попович, Габриэль
Габриэль Попович (англ. Gabriel Popovic; род. 28 июля 2003, Австралия) — австралийский футболист, нападающий клуба «Фьоренцуола».

## Клубная карьера
Попович — воспитанник клубов «Сидней Юнайтед 58», «Уэстерн Сидней Уондерерс» и «Перт Глори». 9 ноября 2019 года в матче против «Ньюкасл Юнайтед Джетс» он дебютировал в A-Лиге в составе последних. В 2020 году Габриэль перешёл в греческий «Ксанти», но так и не дебютировал за основной состав. В 2021 году Попович присоединился к хорватскому клубу «Рудеш». 27 августа в матче против «Цибалии» он дебютировал в Первой лиге Хорватии. 14 августа 2022 года в поединке против «Яруна» Габриэль забил свой первый гол за «Рудеш». По итогам сезона он помог команде выйти в элиту.
Летом 2023 года Попович перешёл в итальянскую «Катанью». 3 декабря в матче против «Виртус Франкавилла» он дебютировал в итальянской Серии C. В начале 2024 года Попович был арендован клубом «Фьоренцуола». 10 февраля в матче против «Про Верчелли» он дебютировал за новую команду.

## Международная карьера
В 2023 году в составе молодёжной сборной Австралии Попович принял участие в молодёжном Кубке Азии в Узбекистане. На турнире он сыграл в матчах против команд Вьетнама, Ирана, Катара и Узбекистана. В поединке против катарцев и узбеков Габриэль забил по голу.